# Stadler Tango NF2
Stadler Tango NF2 – typ dwuczłonowego, w pełni niskopodłogowego wagonu tramwajowego, wytwarzanego w zakładach Stadler Rail. Jest to model z rodziny Stadler Tango, a także pierwszy po II wojnie światowej zagraniczny tramwaj, który sprowadzono do Czech. Montaż końcowy wagonów przebiega w polskim oddziale Stadler Polska w Siedlcach, 40% części dostarczają czeskie firmy. Tramwaje NF2 powstały na zamówienie ostrawskiego przewoźnika Dopravní podnik Ostrava.

## Konstrukcja
NF2 powstał specjalnie na zamówienie Dopravnego podniku Ostrava i konstrukcyjnie wywodzi się od tramwaju Stadler Metelica przeznaczonego na rynek wschodni. Projekt wagonu wykonało praskie studio Stadler Praha. Cechą charakterystyczną tramwaju jest konstrukcja strefy zgniotu, przejęta z rodziny tramwajów Stadler Tango.
Oznaczenie używane przez producenta składa się ze skrótu niemieckiego przymiotnika niederflur (niskopodłogowy), tj. NF, oraz z cyfry 2 odnoszącej się do liczby członów. Nadwozie wyposażono w czworo dwupłatowych drzwi o szerokości 1300 mm. Pierwszy człon opiera się na dwóch wózkach, natomiast drugi na jednym (układ podobny jak w rosyjskim tramwaju LWS-2005). Pierwszy wózek jest toczny, pozostałe dwa są napędowe. Nietypowym wymogiem przewoźnika było dostosowanie tramwaju do rozwijania prędkości maksymalnej równej 80 km/h. Przedział pasażerski i kabinę motorniczego wyposażono w klimatyzację produkcji Vossloh-Kiepe. Wyposażenie elektryczne dostarczyło szwajcarskie przedsiębiorstwo ABB, silniki trakcyjne austriacka firma TSA, a hamulce dostarczyła firma Knorr-Bremse.
Autorem projektu wyglądu zewnętrznego i wewnętrznego tramwaju jest niemiecki architekt Harald Moll, który współpracował już z zakładem Stadler Rail przy innych projektach.

## Produkcja
W produkcji tramwajów uczestniczyło kilka oddziałów firmy Stadler. Stalowe nadwozia powstały w fabryce w Mińsku, rama podwozia w Walencji. Montaż końcowy wykonała fabryka w Siedlcach. Czeskie przedsiębiorstwa dostarczyły m.in. sprzęgi, osie, przewody do wózków, siedzenia, drzwi, boczne okna czy system ogrzewania.

## Dostawy
| Państwo        | Miasto         | Lata dostaw    | Liczba | Numery taborowe |       |
| -------------- | -------------- | -------------- | ------ | --------------- | ----- |
| Czechy         | Ostrawa        | 2018–2019      | 40     | 1701–1740       | [ 3 ] |
| Łączna liczba: | Łączna liczba: | Łączna liczba: | 40     |                 |       |

## Eksploatacja

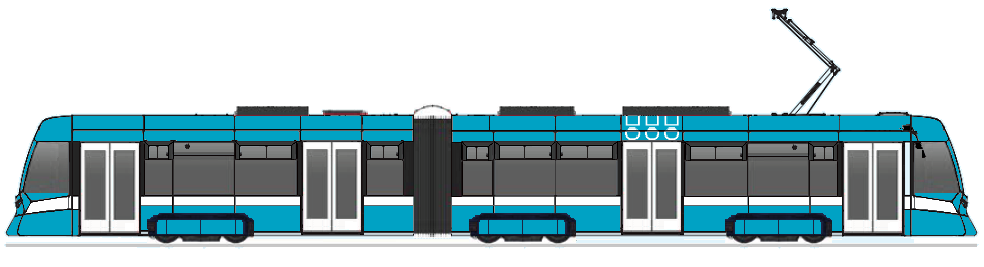
Schemat tramwaju Stadler Tango NF2

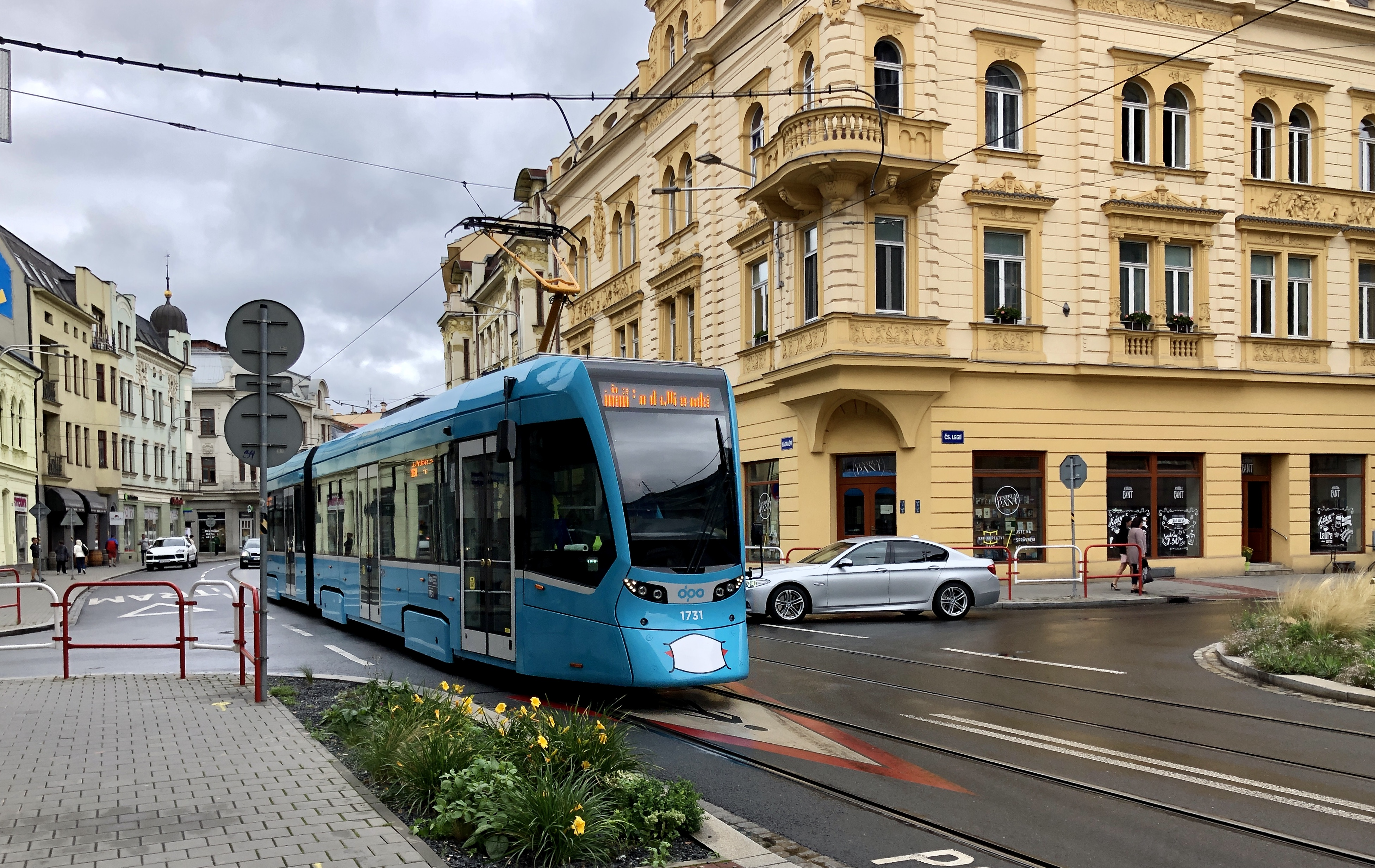
Tramwaj Stadler Tango NF2 na ulicy Nádražní w Ostrawie

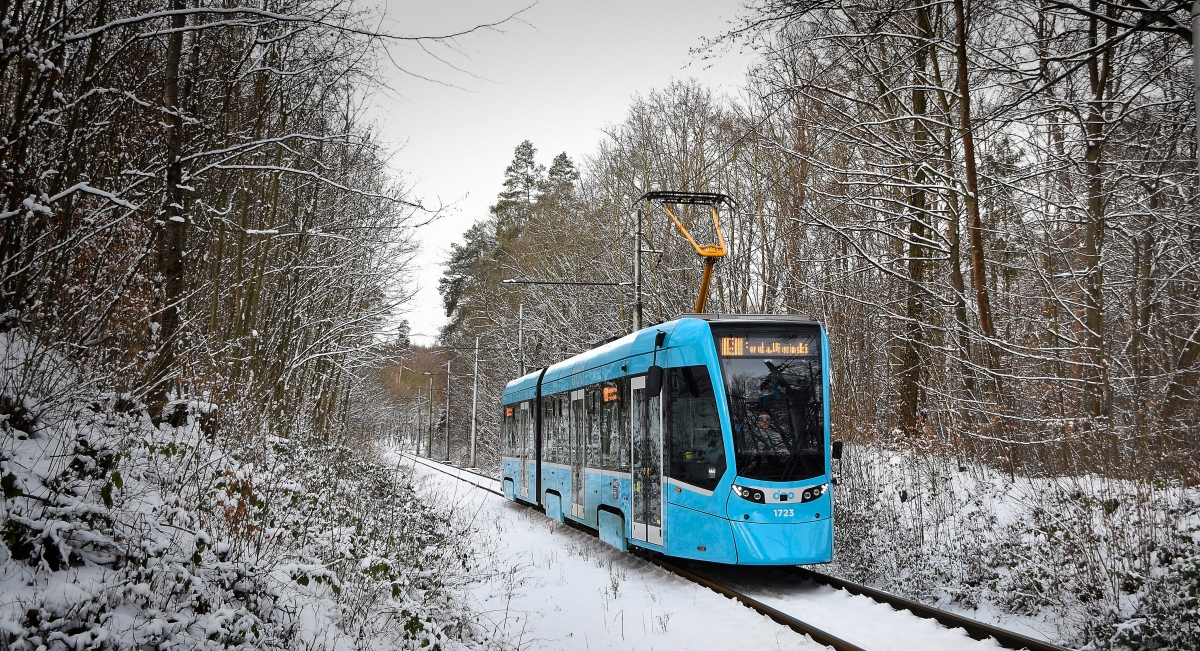
Stadler Tango NF2 na jednotorowej trasie do Zátiší

W grudniu 2016 r. Dopravní podnik Ostrava (DPO) zamówił łącznie 30 tramwajów typu Stadler Tango NF2. Nietypowym kryterium przetargu była maksymalna dopuszczalna prędkość, a mówiąc prościej, producent oferujący tramwaj z większą maksymalną prędkością zyskiwał dodatkowe punkty. Stadler zaoferował tramwaj z maksymalną prędkością 80 km/h (Pragoimex natomiast proponował tramwaj z maksymalną prędkością 70 km/h). W 2017 roku w Internecie pojawiły się różne wizualizacje wyglądu tramwaju. Pierwsza wizualizacja została oparta na tramwaju Stadler Metelitsa. Drugi pomysł projektowy lepiej oddawał ostateczną formę tramwaju, ale sam Stadler określił go jako pomysł na ostateczne rozwiązanie, które będzie inne. Ostateczne rozwiązanie projektowe stało się wówczas podstawą internetowego głosowania Dopravnego podniku Ostrava, w którym wyłoniono malowanie tramwaju i jego nazwę. Spośród dwóch tysięcy propozycji nazwy tramwaju zarząd DPO wybrał nazwę nOVA, która ma symbolizować Ostrawę, szybkość, zwinność i nowoczesność. Spośród trzech wariantów malowania, na które można było głosować w Internecie, nie wybrano ostatecznie ani jednego. Postanowiono, że tramwaj otrzyma barwy zbliżone do wariantu, na który oddano najwięcej głosów. Uwzględniając schemat malowania tramwajów NF2, Dopravní podnik Ostrava zmienił malowanie zakładowe z niebiesko-biało-złotego na turkusowe.
Pierwszy tramwaj Stadler Tango NF2 został przywieziony do Ostrawy w niedzielę 22 kwietnia 2018 r., a następnego dnia został ustawiony na torach w obecności mediów w Centralnych Warsztatach DPO. Pierwsze jazdy próbne przeprowadzono z udziałem holowanego wagonu nr 1701 w celu sprawdzenia, czy w ostrawskim systemie tramwajowym nie ma miejsc, w których infrastruktura kolidowałaby z ruchem tramwaju. Takie miejsca znaleziono na przystankach Dům energetiky i Stodolní i oba zostały w krótkim czasie usunięte. Jazda próbna bez pasażerów pierwszego tramwaju o numerze 1701 rozpoczęła się 30 maja 2018 r. problemem, gdyż zdaniem Urzędu Kolejowego tramwaj włączono do ruchu przed spełnieniem wszystkich warunków dopuszczających do jazdy próbnej.
Nie było możliwości przetestowania tramwaju Stadler Tango NF2 pod kątem jazdy z prędkością 80 km/h w Ostrawie, ponieważ maksymalna dozwolona prędkość w systemie DPO wynosiła 60 km/h. Dlatego rozważano możliwość wykonania testów przy wyższych prędkościach w Brnie, Koszycach lub na torze kolejowym. Ostatecznie ze względu na problematyczne negocjacje i koszty wybrano inny wariant testów, który skutkował przystosowaniem odcinka ostrawskiego systemu tramwajowego do prędkości 80 km/h. Był to odcinek między przystankami Teplotechna i Osada Míru, na którym przebudowano około 800 metrów torów, aby zwiększyć dopuszczalną prędkość z 60 km/h do 80 km/h. Modyfikacje te polegały na podbiciu torowiska i wprowadzeniu zmian w konstrukcji sieci zasilającej. Od 31 lipca do 5 sierpnia 2018 r. przeprowadzono testy tramwaju nr 1702 rozpędzając go do 80 km/h.
13 sierpnia 2018 r. do próbnej eksploatacji z pasażerami linii nr 4 wyruszył tramwaj Stadler Tango NF2 o numerze taborowym 1701. Razem z nim do ruchu włączono tramwaj o numerze 1704, który producent wcześniej zaprezentował na targach Czech Raildays 2018. NF2 to pierwszy tramwaj w Ostrawie wyposażony w klimatyzację przedziału pasażerskiego. W porównaniu z pozostałymi dostarczonymi tramwajami prototyp posiadał inne amortyzatory, więc początkom jego eksploatacji towarzyszyła hałaśliwa jazda.
W październiku 2018 roku typ Stadler Tango NF2 uzyskał homologację Urzędu Kolejowego i został dopuszczony do eksploatacji liniowej. Dzięki temu możliwe stało się wycofanie z ruchu ostatnich dwóch Tatr K2R.P. Nastąpiło to 3 listopada 2018 r., kiedy to o godzinie 11.00 doszło do symbolicznego przekazania sztafety między tramwajem K2R.P nr 802 a Stadlerem Tango NF2 nr 1702. Pierwsze tygodnie eksploatacji tramwaju Stadler Tango NF2 nie obyły się bez kilku awarii.